# 虚空 (数)
虚空（こくう）または空虚（くうきょ）は、漢字文化圏における小数の単位（命数）の一つである。
虚空以降の小数の命数は書物によって異同があり、空虚としているものもあれば、虚・空という2つの位としているものもある。上の位は六徳、下の位は清浄（「清」「浄」の2つの位に分けている場合は「清」）である。
虚空が差し示す位は 10-20（1垓分の1）である。虚・空の2つに分けている場合は、虚が 10-20、空が 10-21 となる。
朱世傑『算学啓蒙』（値が異なり、また「虚」と「空」に分ける）や程大位『算法統宗』に見えるが、現実には使われない。